# Casacuberta
Casacuberta és una masia de Sant Agustí de Lluçanès (Osona) inclosa a l'Inventari del Patrimoni Arquitectònic de Catalunya.

## Descripció
Casa de petites proporcions, amb la teulada a dues vessants que desemboquen a la façana lateral. La portalada d'accés és adovellada, en arc rebaixat. A la dovella central hi ha la data 1787. Dalt de la porta hi ha una finestra amb cantoneres de pedra treballada.
Adossat a la façana esquerra hi ha un galliner i a la façana lateral dreta, unes corts. La part anterior de la casa està pavimentada.

## Història
Es tracta d'una casa del segle xviii, actualment amb unes ampliacions modernes dedicades a la funció de granges que desmereixen la masia original a nivell arquitectònic.